# La Nou de Berguedà
La Nou de Berguedà – gmina w Hiszpanii, w prowincji Barcelona, w Katalonii, o powierzchni 24,87 km². W 2011 roku gmina liczyła 153 mieszkańców.
Miasto zostało po raz pierwszy zarejestrowane jako nazwa miejsca w 948 r., A także jako część swojego terytorium przekazana klasztorowi Ripoll w 1003 r.